# UTC+05:30
| Južni poletni/severni standardni čas Morska območja | Severni poletni/južni standardni čas Standardni čas vse leto |

UTC+05:30 je časovni pas z zamikom +5 ur in 30 minut glede na univerzalni koordinirani čas (UTC). Ta čas se uporablja na naslednjih ozemljih (stanje v začetku leta 2016):

## Kot standardni čas (vse leto)

### Azija
- Indija
- Šrilanka